# Nghệ sĩ (phim)
Nghệ sĩ (tên gốc tiếng Anh: The Artist) là một bộ phim câm Pháp hài lãng mạn phát hành năm 2011 của đạo diễn Michel Hazanavicius, với sự tham gia diễn xuất của hai diễn viên Jean Dujardin và Bérénice Bejo. Câu chuyện của bộ phim lấy bối cảnh ở Hollywood trong khoảng thời gian 1927 đến 1932, tập trung vào mối quan hệ giữa một nam diễn viên ngôi sao của thời kỳ phim câm đang xuống dốc và một nữ diễn viên trẻ mới nổi nhờ sự xuất hiện của phim nói, cả hai đã trải qua một mối quan hệ vừa hài hước, vừa xúc động nhưng cũng vô cùng lãng mạn. Bản thân Nghệ sĩ cũng là một bộ phim câm đen trắng với tỷ lệ khung hình 4:3. Nghệ sĩ được công chiếu lần đầu tại Liên hoan phim Cannes năm 2011 và nhận được rất nhiều những phản hồi tích cực từ giới phê bình. Tại lễ trao giải Oscar lần thứ 84, phim giành chiến thắng ở năm hạng mục bao gồm Phim hay nhất, Đạo diễn xuất sắc nhất, Nam diễn viên chính xuất sắc nhất, Nhạc phim hay nhất và Thiết kế phục trang xuất sắc nhất. Trước đó, bộ phim cũng đoạt danh hiệu phim hay nhất tại các giải BAFTA và César cùng nhiều giải thưởng điện ảnh khác. Tại Việt Nam, Nghệ sĩ nằm trong danh sách những phim điện ảnh Pháp được giới thiệu trong chương trình "Phim Pháp tại MegaStar" và được công chiếu vào ngày 16 tháng 8 năm 2013.